# Rainer de Vivie
Ernst Rainer de Vivie (ur. 5 października 1938 w Hamburgu, zm.  28 września 2020) – niemiecki kardiochirurg i nauczyciel akademicki. W latach 1988–2005 był dyrektorem  Kliniki Chirurgii Serca i Klatki Piersiowej Uniwersytetu w Kolonii.

## Życiorys
De Vivie uzyskał w 1963 na Uniwersytecie w Hamburgu stopnień doktora medycyny. Następnie rozpoczął pracę w klinice chirurgii Uniwersytetu w Getyndze pod kierownictwem Josefa Koncza, którego był uczniem. Tam też uzyskał stopień profesora uczelni w 1978.
Od 1988 do przejścia na emeryturę w 2005 był dyrektorem Kliniki Chirurgii Serca i Klatki Piersiowej Uniwersytetu w Kolonii. Przeprowadził wspólnie ze swoimi współpracownikami prawie 16000 operacji serca, w tym także przeszczepy serca. Specjalne zainteresowanie poświęcał kardiochirurgii dziecięcej.
Niemieckie Towarzystwa Chirurgii Klatki Piersiowej, Serca i Naczyń wraz z kolońską Fundacją Loni Page wyróżniło go nadaniem jego imienia- Ernst-Rainer de Vivie - nagrodzie za innowacje i interdyscyplinarną pracę naukową w badaniach i leczeniu wrodzonych wad serca u noworodków, dzieci i dorosłych.